# 조동현 (농구인)
조동현(曺東鉉, 1976년 7월 8일 ~ )은 전 한국 프로 농구 부산 KT 소닉붐, 인천 전자랜드 블랙슬래머 소속의 선수이자, 전 울산 현대모비스 피버스 감독이다. 종교는 천주교이다. 대전고등학교와 연세대학교를 졸업하였고, 1999년 인천 대우 제우스에 입단하였다. 이후 KT로 이적하게 되어 수비전문선수로 활동한다. 쌍둥이 형은 창원 LG 세이커스의 감독인 조상현이다.

## 경력
- 인천 대우 제우스 (1999년)
- 인천 신세기 빅스 (1999년 ~ 2001년)
- 인천 SK 빅스 (2001년 ~ 2003년)
- 인천 전자랜드 블랙슬래머 (2003년 ~ 2004년)
- 부산 KTF 매직윙스 (2004년 ~ 2009년)
- 부산 kt 소닉붐 (2009년 ~ 2013년)
- 울산 모비스 피버스 코치 (2013년 ~ 2015년)
- 부산 kt 소닉붐 감독 (2015년 ~ 2018년)
- 울산 모비스 피버스 수석코치 (2018년 ~ 2022년)
- 울산 모비스 피버스 감독 (2022년 ~ 현재)